# DEL-Stadion-Punkte-Plan
Der DEL-Stadion-Punkte-Plan bezeichnet Kriterien an die Stadioninfrastruktur, die Bewerber für den Aufstieg in die Deutsche Eishockey Liga (DEL), der höchsten Liga im deutschen Eishockey, erfüllen müssen. Seit 2021 kann der Meister der DEL2 (zweithöchste Spielklasse) sich für die DEL bewerben. Dabei muss dieser, neben der üblichen Wirtschaftlichkeitsprüfung, ein Stadion mit 9.500 Punkten gemäß dem Punkteplan nachweisen. Daneben bestehen weitere Vorgaben zum Beispiel bezüglich technischer Infrastruktur für Fernsehübertragungen oder auch die Installation einer Flexbande.
Der Plan wurde 2006 ursprünglich als 9000-Punkte-Plan eingeführt. Er führte zum Bau mehrerer Eisstadien mit entsprechendem Fassungsvermögen. Auch für die DEL2 gilt ein Punkteplan. Aufsteiger in die DEL2 müssen ein Stadion mit mindestens 3.000 Punkten haben.

## Geschichte

### 9000-Punkte-Plan
Der 9000-Punkte-Plan wurde im Kooperationsvertrag von 2006 zwischen der DEL, der Eishockeyspielbetriebsgesellschaft (ESBG, Betreiber der damaligen 2. Eishockey-Bundesliga) und dem Deutschen Eishockey-Bund (DEB) vereinbart. Dieser legte Kriterien fest, die die Stadien von Aufsteigern aus der von der ESBG organisierten 2. Eishockey-Bundesliga in die DEL – Die 1. Bundesliga erfüllen mussten. Stadien von Clubs, die der DEL bereits vor 2006 angehörten, waren von der 9000-Punkte-Regelung ausgenommen. Aufsteiger wurden dabei nur bis zur Gesamtzahl von 16 Clubs in die DEL aufgenommen.
Gemäß dem Kooperationsvertrag stiegen die Straubing Tigers (2006), die Grizzly Adams Wolfsburg (2007), die Kassel Huskies (2008) und der EHC München (2010) in die DEL auf, während den Bietigheim Steelers (2009) und den Ravensburg Towerstars (2011) der Aufstieg verweigert wurde, da deren Stadien den 9000-Punkte-Plan nicht erfüllten.
Dem Kooperationsvertrag zwischen DEL und DEB von 2011 trat die ESBG nicht bei, wodurch es keinen geregelten Aufstieg in die DEL mehr gab. Möglich war aber der Kauf einer Lizenz, so übernahmen die Schwenninger Wild Wings 2013 die Lizenz der Hannover Scorpions.

### 2015 bis 2020
2015 veränderte die DEL die Aufnahmekriterien. Danach mussten Bewerber um eine Lizenz der DEL im ersten Jahr ein Stadion mit 6.000 Punkten nachweisen und ab der zweiten Saison 7.000 Punkte garantieren.

### Geregelter Auf- und Abstieg ab 2021
Im Juli 2018 vereinbarten DEL und DEL2 den Auf- und Abstieg zwischen den Ligen ab der Saison 2020/21. Der DEL2-Meister muss ein Stadion von 8.000 Punkten und eine Mindestkapazität von 4.500 Zuschauern nachweisen.
Anfang 2024 verlängerten DEL und DEL2 die Vereinbarung. Dabei wurde der Punkteplan modifiziert, so dass ein Aufsteiger 9.500 Punkte nachweisen muss, wobei ein VIP-Platz zukünftig acht statt vier Punkte zählt. Die Mindestkapazität entfällt dagegen.

## Punktevergabe
Für jeden ordnungsbehördlich genehmigten Stehplatz erhält das Stadion einen Punkt, jeder Sitzplatz ist zwei Punkte und jeder VIP-Platz acht (bis 2024 vier) Punkte wert.
Im ursprünglichen 9000-Punkte-Plan waren zudem 1000 Punkte vorgesehen für das Vorhandensein eines Videowürfels oder einer vergleichbaren, zu einer fernsehtauglichen Produktion geeigneten, Anlage.

## Stadien

### DEL-taugliche Stadien
Folgende Eisstadien erreichen die Schwelle von 8000 Punkten (nach alter Rechnung) und eine Mindestkapazität von 4500 Zuschauern:
| Stadion                       | Stadt                  | Heimmannschaft                 | Aktuelle Liga | Kapazität |
| ----------------------------- | ---------------------- | ------------------------------ | ------------- | --------- |
| Curt-Frenzel-Stadion          | Augsburg               | Augsburger Panther             | DEL           | 6.179     |
| Uber Arena                    | Berlin                 | Eisbären Berlin                | DEL           | 14.200    |
| EgeTrans Arena                | Bietigheim-Bissingen   | Bietigheim Steelers            | Oberliga Süd  | 4.517     |
| Eisarena Bremerhaven          | Bremerhaven            | Fischtown Pinguins Bremerhaven | DEL           | 4.647     |
| PSD Bank Dome                 | Düsseldorf             | Düsseldorfer EG                | DEL           | 13.205    |
| Eissporthalle Frankfurt       | Frankfurt              | Löwen Frankfurt                | DEL           | 6.990     |
| Olympia-Eisstadion            | Garmisch-Partenkirchen | SC Riessersee                  | Oberliga Süd  | 6.926     |
| Saturn-Arena                  | Ingolstadt             | ERC Ingolstadt                 | DEL           | 4.816     |
| Eissporthalle Iserlohn        | Iserlohn               | Iserlohn Roosters              | DEL           | 4.967     |
| Nordhessen Arena              | Kassel                 | Kassel Huskies                 | DEL2          | 6.100     |
| Yayla-Arena                   | Krefeld                | Krefeld Pinguine               | DEL2          | 8.029     |
| Lanxess Arena                 | Köln                   | Kölner Haie                    | DEL           | 18.700    |
| SAP Arena                     | Mannheim               | Adler Mannheim                 | DEL           | 13.600    |
| SAP Garden                    | München                | EHC Red Bull München           | DEL           | 10.796    |
| Arena Nürnberger Versicherung | Nürnberg               | Nürnberg Ice Tigers            | DEL           | 7.672     |
| Donau-Arena                   | Regensburg             | EV Regensburg                  | DEL2          | 4.863     |
| Eisstadion am Pulverturm      | Straubing              | Straubing Tigers               | DEL           | 5.635     |
| Helios Arena                  | Villingen-Schwenningen | Schwenninger Wild Wings        | DEL           | 6.125     |
| Eis Arena Wolfsburg           | Wolfsburg              | Grizzlys Wolfsburg             | DEL           | 4.503     |

### Multifunktionshallen
Daneben erreichen auch mehrere Multifunktionshallen diese Kriterien, in denen nicht (mehr) regelmäßig Eishockey gespielt wird, unter anderem:
| Stadion              | Stadt      | Heimmannschaft                                  | Kapazität |
| -------------------- | ---------- | ----------------------------------------------- | --------- |
| Barclays Arena       | Hamburg    | Hamburg Freezers (2002–2016)                    | 13.000    |
| ZAG-Arena            | Hannover   | Hannover Scorpions (2001–2013)                  | 10.767    |
| Rudolf Weber-Arena   | Oberhausen | Revierlöwen Oberhausen (1997–2002)              | 12.650    |
| Olympiahalle München | München    | EHC Red Bull München (einzelne Spiele bis 2024) | 12.463    |
| Porsche-Arena        | Stuttgart  | –                                               | 6.211     |

### Hallen mit geplanter DEL-Tauglichkeit
| Stadion       | Stadt     | Heimmannschaft     | Aktuelle Liga | Kapazität | Anmerkung                                                                      |
| ------------- | --------- | ------------------ | ------------- | --------- | ------------------------------------------------------------------------------ |
| Joynext Arena | Dresden   | Dresdner Eislöwen  | DEL2          | 4.412     | Ausbau auf über 4500 Zuschauer geplant                                         |
| Hallenneubau  | Heilbronn | Heilbronner Falken | Oberliga-Süd  | unbekannt | Eine geplante neue Eishalle an neuem Standort soll DEL-tauglich gebaut werden. |